# Carbendazim
La carbendacima se utiliza ampliamente como fungicida bencimidazólico de amplio espectro.  La solución al 4,7% de clorhidrato de carbendacima se comercializa con el nombre de Eertavas, un tratamiento efectivo contra la grafiosis.
La carbendacima se incluyó en una prohibición de biocidas propuesta por la Agencia Sueca de Productos Químicos y aprobada por el Parlamento Europeo el 13 de enero de 2009.
El fungicida se utiliza de forma controvertida en Queensland, Australia en las plantaciones de nuez de macadamia.